# Битва під Хотином (1509)
Битва під Хотином, битва на Дністрі — битва, що відбулася 4 жовтня 1509 року між польськими військами під командуванням гетьмана Миколи Каменецького та військом Молдавського князівства під проводом Копача. Вона закінчилася перемогою поляків і була останнім збройним зіткненням польсько-молдавської війни, яка почалася у 1502 році і закінчилася мирним договором у Кам'янці-Подільському 22 січня 1510 року.

## Передумови
Війну розпочав Штефан III Великий у вересні 1502 року, який скористався внутрішніми заворушеннями в Короні Королівства Польського, татарською навалою та облогою Смоленська московським військом, щоб знову окупувати польське Покуття, у чому його підтримували православне населення і частина руської шляхти. У 1504 році, після смерті господаря, на молдавський престол зійшов його син Богдан III Сліпий. Його метою було одруження з Єлизаветою, сестрою польського короля Олександра Ягеллончика. Через фальшиві обіцянки польського посланника, великого маршалка коронного Станіслава Ходецького, Богдан у вересні 1505 року відступив з Покуття. Через рік, дізнавшись про смерть польського короля та відсутність згоди на шлюб, Богдан в серпні 1506 року знову зайняв Покуття і вторгся на Поділля. Вислане за рішенням Сенату 3000 наймане військо польської Корони під командуванням Станіслава Ходецького та Миколи Камєнецького вибило молдаван з Покуття, а згодом — розбило їхнє військо під Хотином. Наступне молдавське вторгнення відбулося в червні 1509 року, під час якого було захоплено Червону Русь і Поділля, а на зворотному шляху знову захопило Покуття. Поляки, зібравши 20 000 вояків (посполите ополчення, оборона поточна, наймані загони) під проводом гетьмана Камєнецького, зайняли Покуття і вступили в Молдову з наміром заволодіти її столицею Сучавою. Після тритижневої безуспішної облоги вони почали відступати, оминаючи Буковину зі сходу. Під час форсування Дністра в районі Хотина молдавани під проводом Копача вирішили вступити у велику битву.

## Битва
Коли частина ополчення форсувала річку, придворні хоругви та рекрутське військо почали готуватися до переправи. У цей момент молдавські війська атакували за підтримки турецьких військ. Атака велася з північного заходу, зі сторони Хотинської фортеці, вниз по крутому схилу. Незважаючи на це, атаковані поляки не піддалися паніці і швидко розташувалися для бою. Під час бою польська наймана кавалерія непомітно відокремилася, обійшла з заходу пагорб, з якого наступали молдавани, і атакувала їх з тилу. Це спричинило відступ молдавських військ, який перетворився на втечу. Під час переслідування в полон потрапило багато сановників молдавського господаря. П'ятдесят з них були обезголовлені.

## Наслідки битви
22 січня 1510 року в Кам'янці-Подільському було підписано мирний договір, за яким Богдан остаточно відмовився від претензій на Покуття та шлюбних планів з Єлизаветою Ягеллонкою, а також повернув їй шлюбний контракт. Частина цієї польсько-молдавської війни, що точилася між 1504 і 1510 роками, називається «кривавим сватанням».